# Nikël
Nikël è una frazione del comune di Croia in Albania (prefettura di Durazzo).
Fino alla riforma amministrativa del 2015 era comune autonomo, dopo la riforma è stato accorpato, insieme agli ex-comuni di Bubq, Croia, Cudhi, Fushë Krujë e Kodër Thumanë a costituire la municipalità di Croia.

## Località
Il comune era formato dall'insieme delle seguenti località:
- Nikel
- Tapize
- Qereke
- Rinas
- Virjon
- Buran
- Mukaj
- Kurcaj
- Zez